# Zahnschnitt

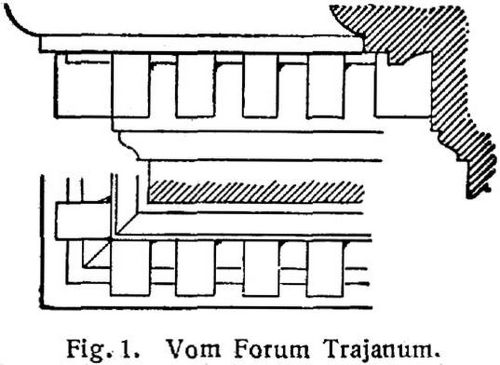
Antiker Zahnschnitt (oben Seitenansicht, unten Untersicht)

Der Zahnschnitt (Zahnschnittfries; griechisch geisipodes. Auch Zinnenfries) ist ursprünglich ein aus Balkenköpfen abstrahierter Fries der kleinasiatischen Ionischen Ordnung. Eine Sonderform des antiken Zahnschnitts mit unten gerundeten Balkenköpfen nennt man in der Korinthischen Ordnung Kälberzähne.
Im weiteren Sinne wird der Begriff auch für Friese, Gesimse und Kranzgesimse verwendet, bei denen Balkenköpfe klötzchenartig stilisiert werden.

## Balkenkopfimitationen

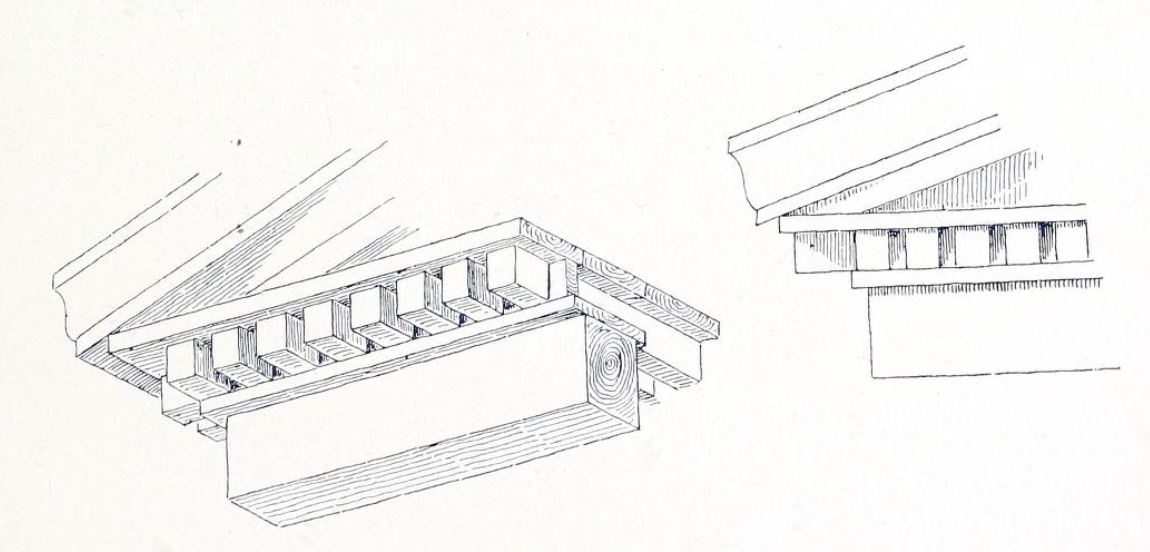
Entstehung des Zahnschnitts aus engstehenden Balkenköpfen (Constantin Uhde, 1902)

Der Begriff Zahnschnitt wurde wohl zuerst in der baugeschichtlichen Auseinandersetzung mit antiker Baukunst angewandt und für steinerne Balkenkopfimitationen unterhalb von Dachtraufen oder in Dreiecksgiebeln benutzt. Diese kamen zuerst bei der kleinasiatischen Ionischen Ordnung vor. Das gestalterisch eingängige Motiv der gereihten Klötzchen fand auch zur Zierde an Kleinarchitekturen und im Möbelbau Verwendung. 
In der Korinthischen Ordnung erscheint der Zahnschnitt ebenfalls, hier jedoch mit gerundeten Balkenköpfen, die „Kälberzähne“ genannt werden. 
Auch an den achamänidischen Königsgräbern von Naqsch-e Rostam (5. Jh. v. Chr.) zeigen sich derartige Motive.

Zahnschnittfriese als stilisierte Balkenköpfe
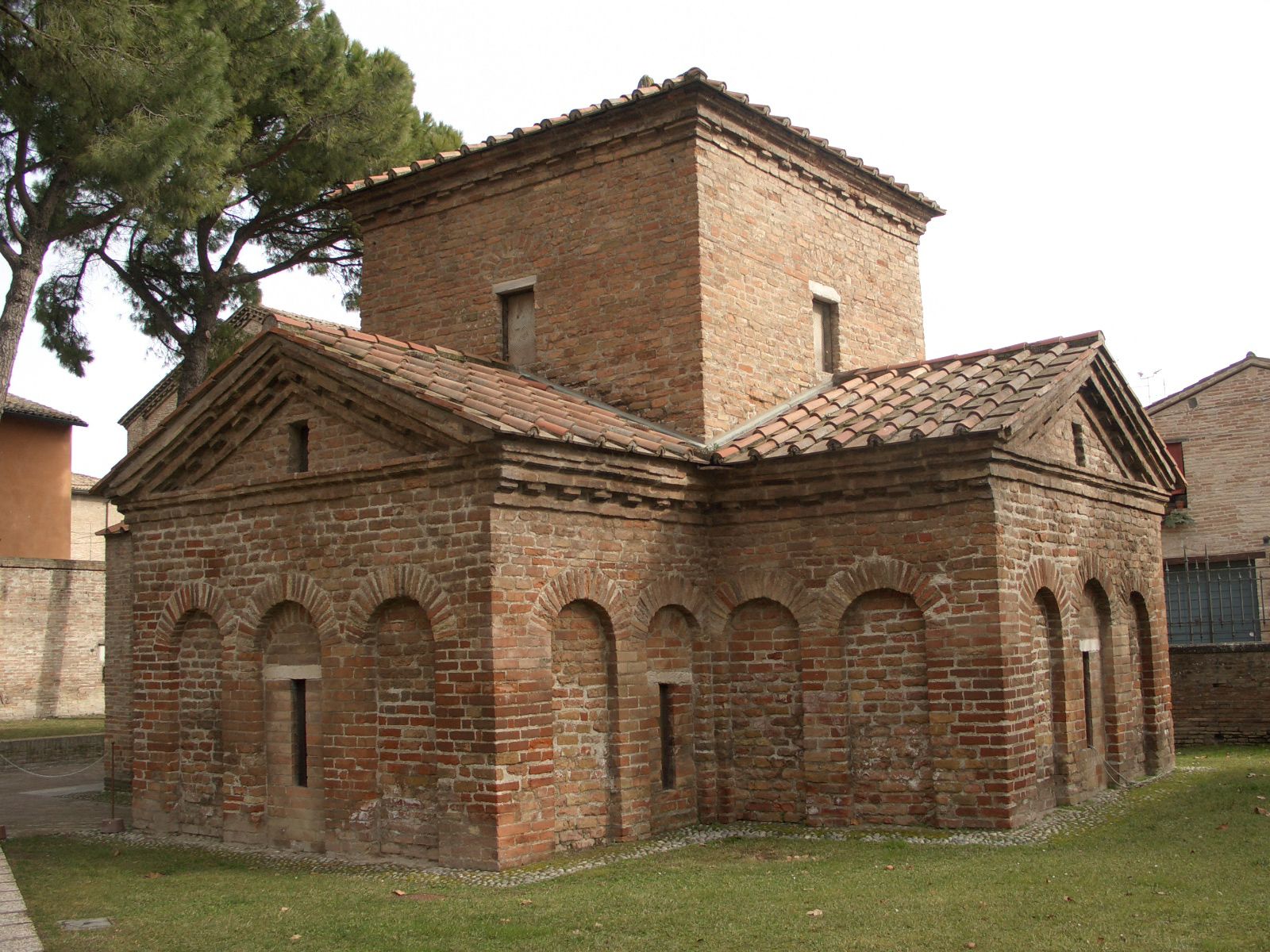
Mausoleum der Galla Placidia in Ravenna mit Balkenkopfimitationen, angeblich 5. Jahrhundert
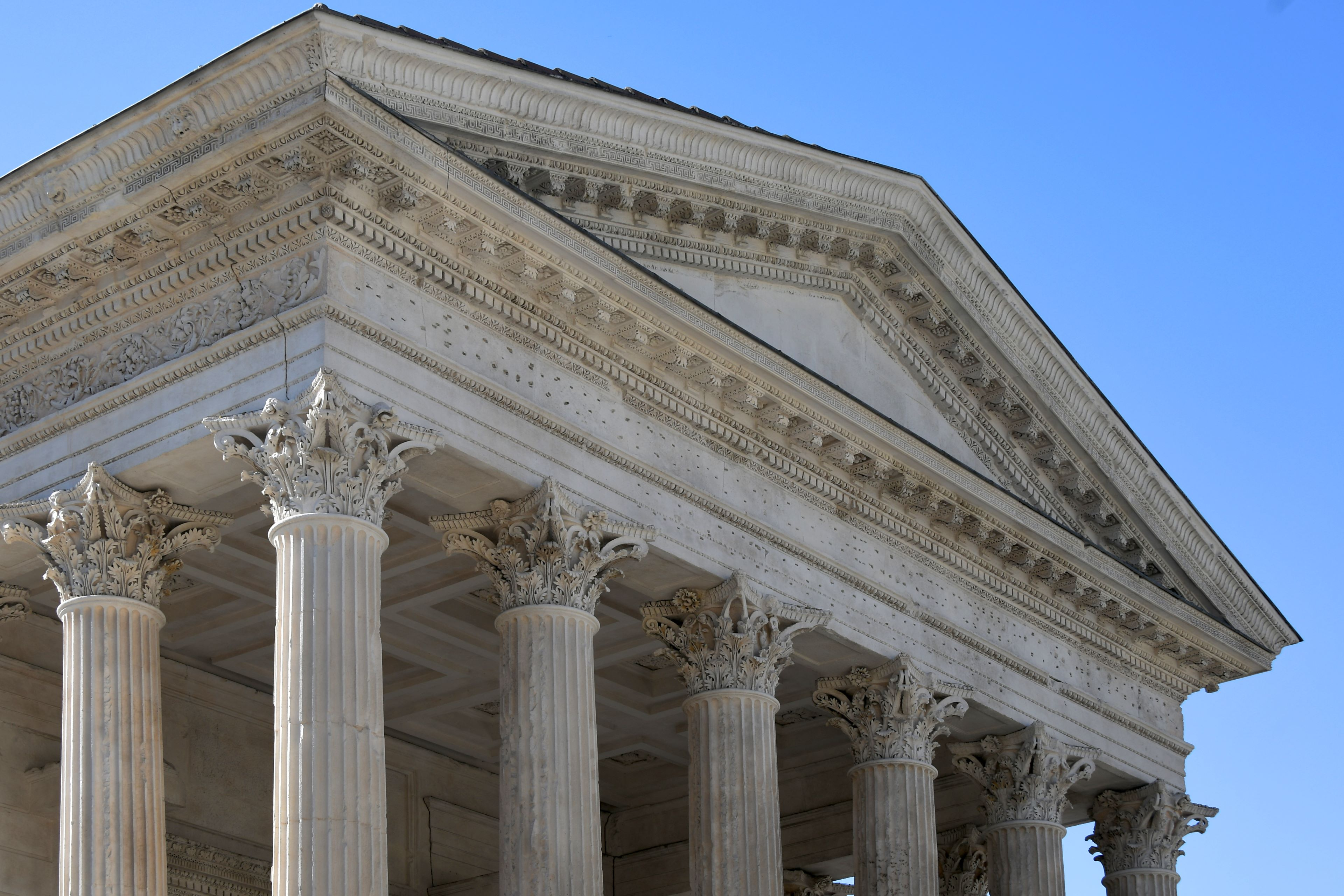
Zahnschnittfriese unter dem Konsolgesims am Giebel des römischen Maison Carrée in Nîmes
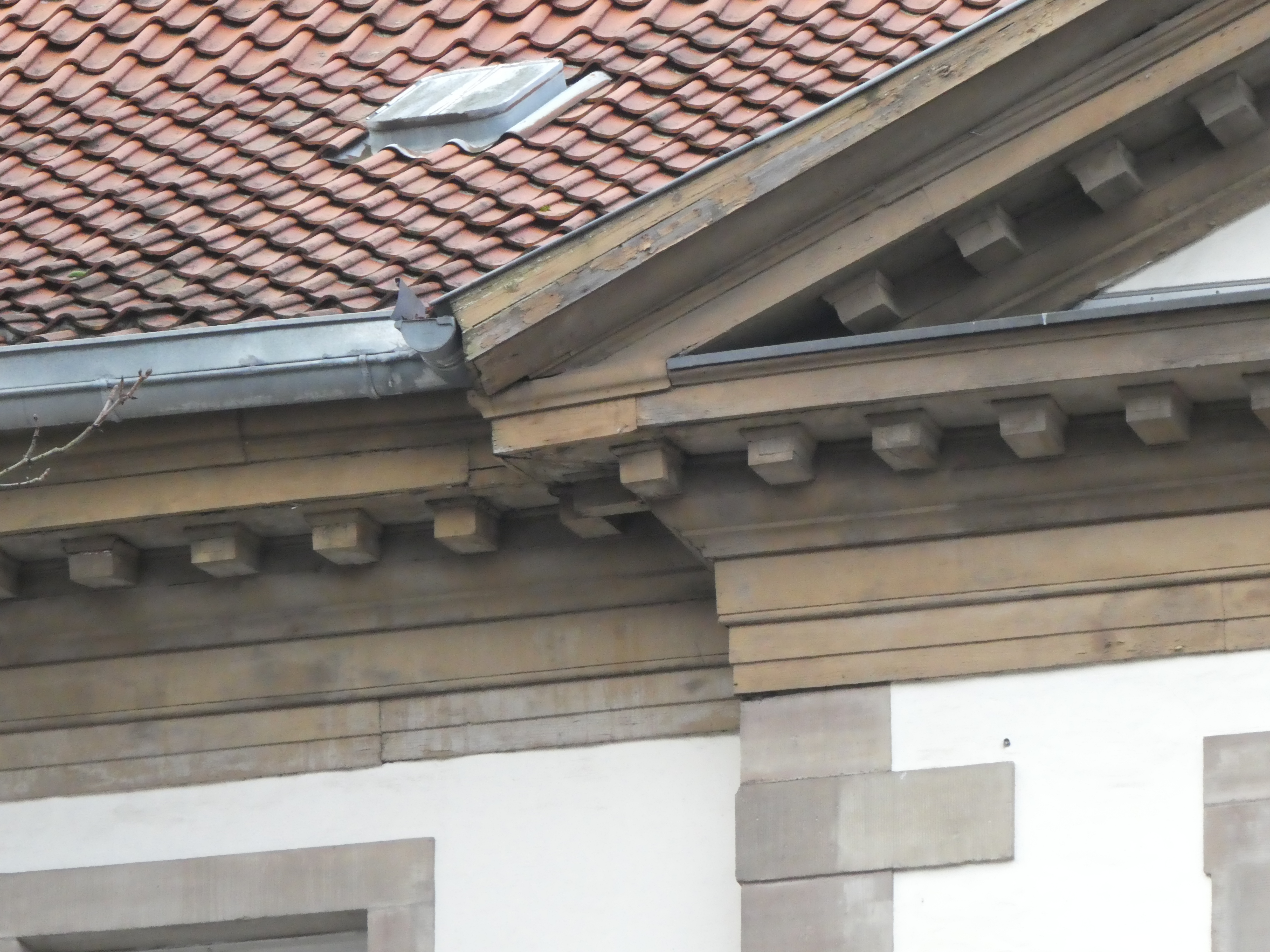
Zahnschnitt am Accouchierhaus Göttingen, erbaut 1785–1791
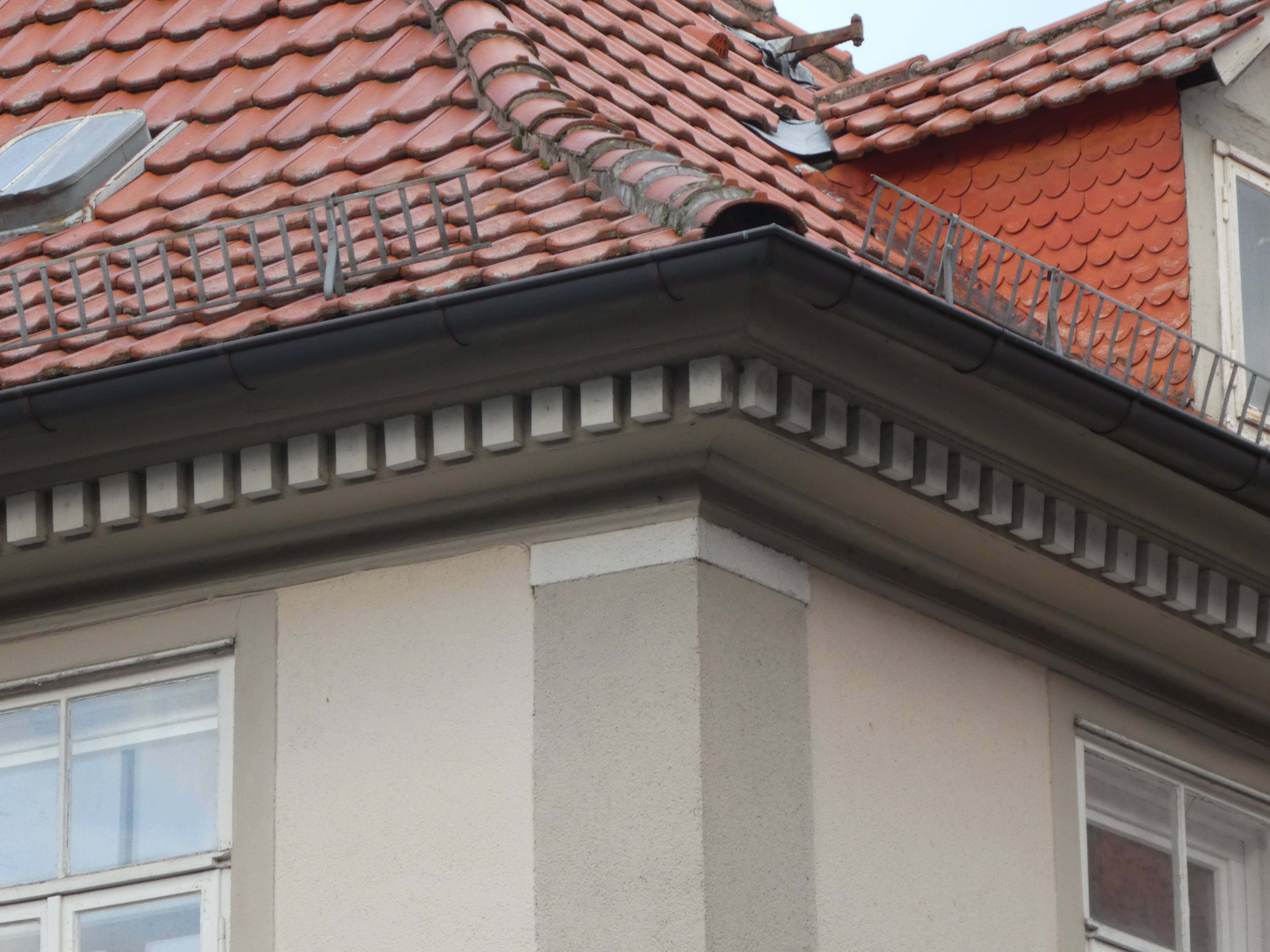
Zahnschnitt an einem Wohnhaus, 18. Jahrhundert (Göttingen, Kurze Straße 14)
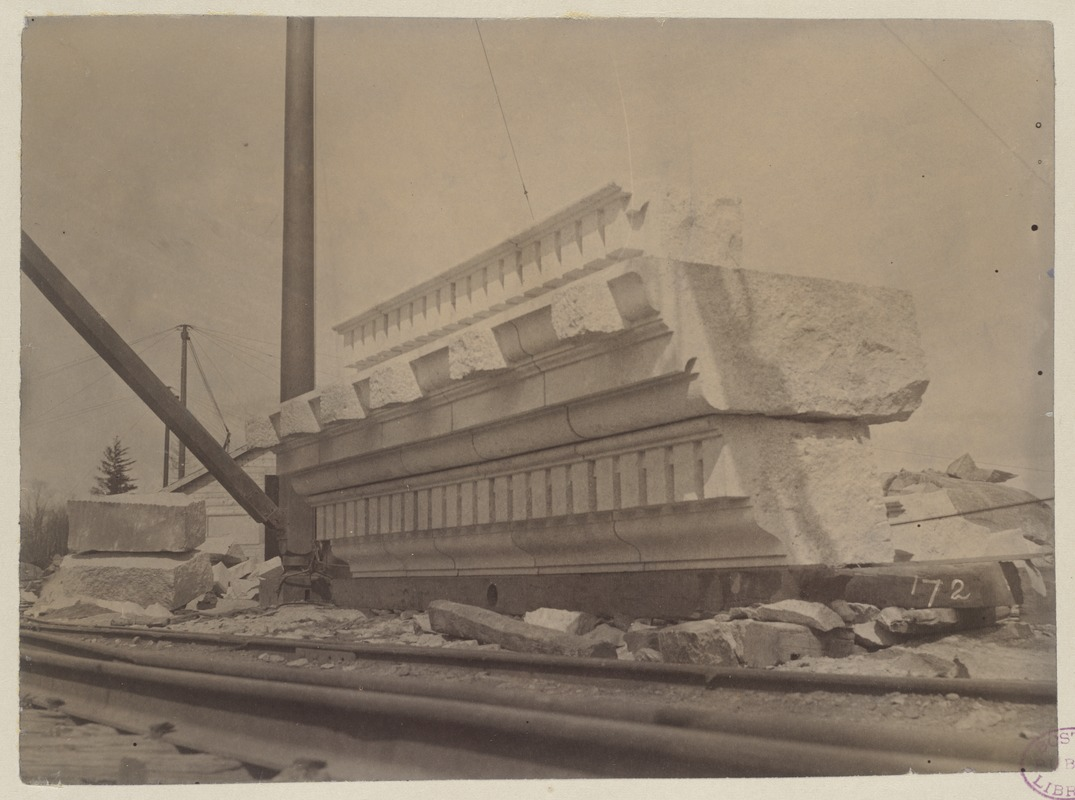
Kranzgesims mit Zahnschnittfriesen auf der Baustelle des 1888–1895 erbauten Mc Kim Buildings, Boston
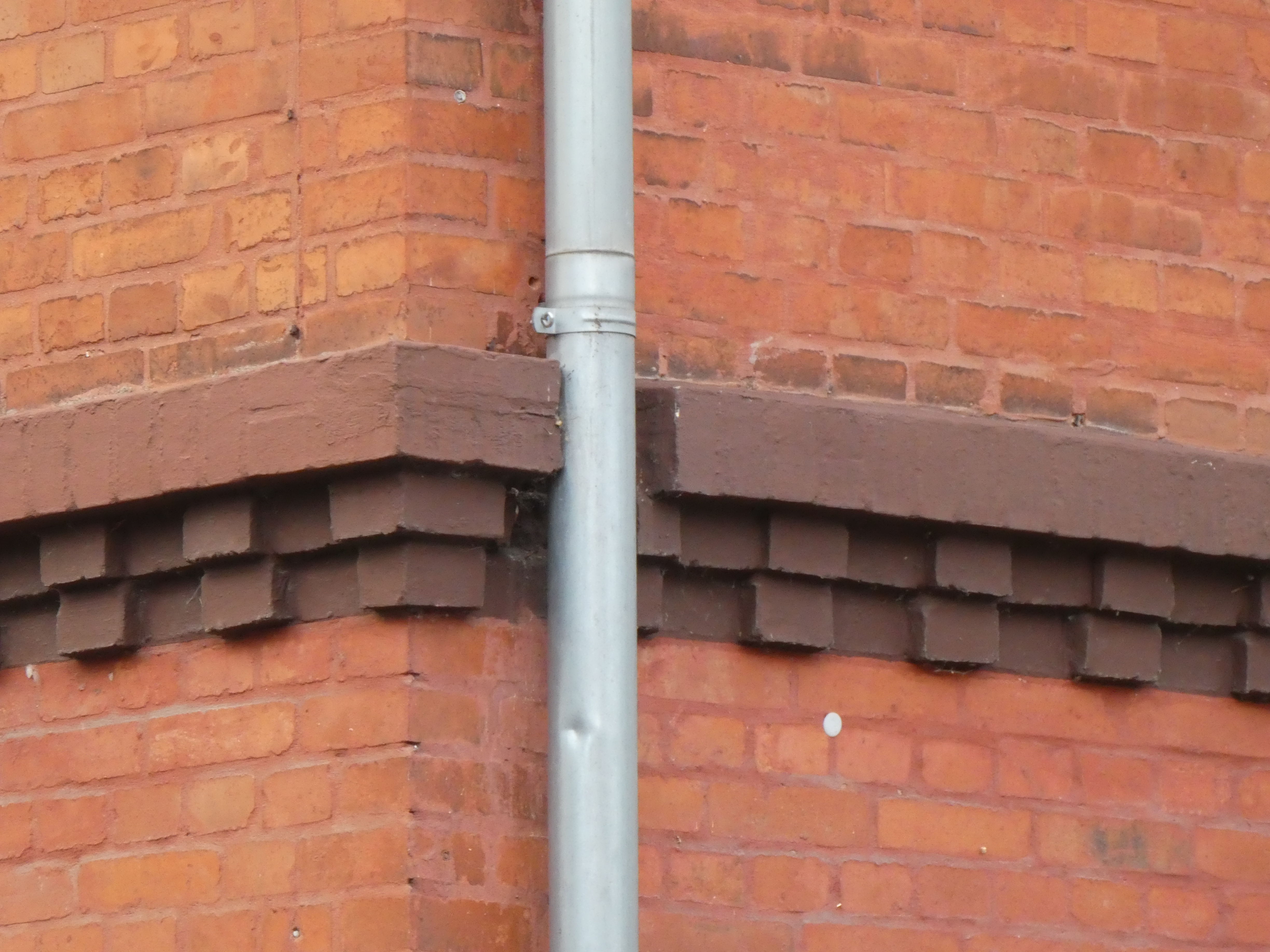
Backstein-Klötzchenfries an einem Siedlungshaus, um 1895 (Göttingen, Gartenstraße 12)
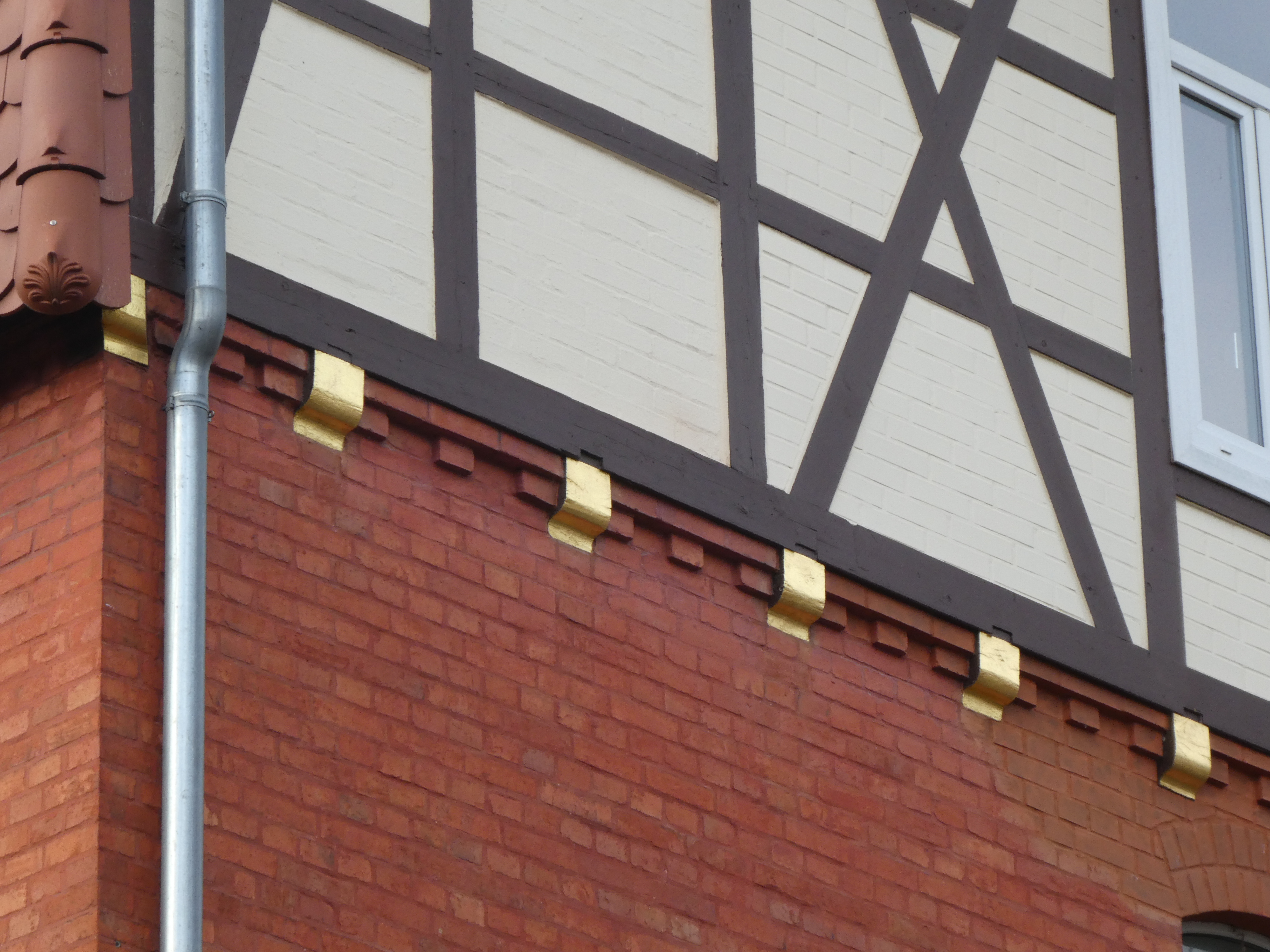
Backstein-Klötzchenfries in Kombination mit echten Deckenbalkenköpfe, um 1895 (Göttingen, Gartenstraße 12)
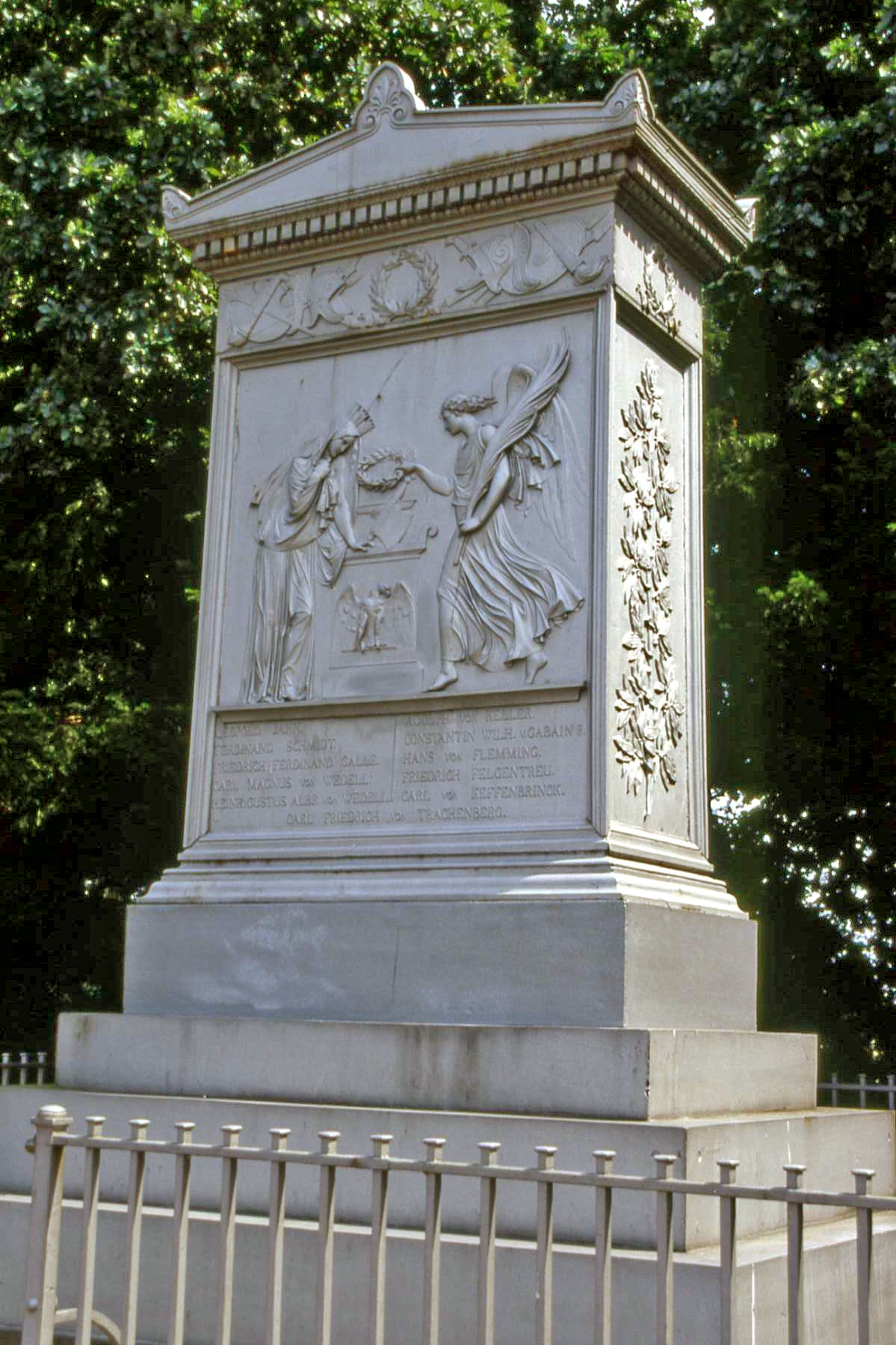
Zahnschnitt- oder Klötzchenfries an einer Kleinarchitektur (Schill-Denkmal in Wesel, 1809)
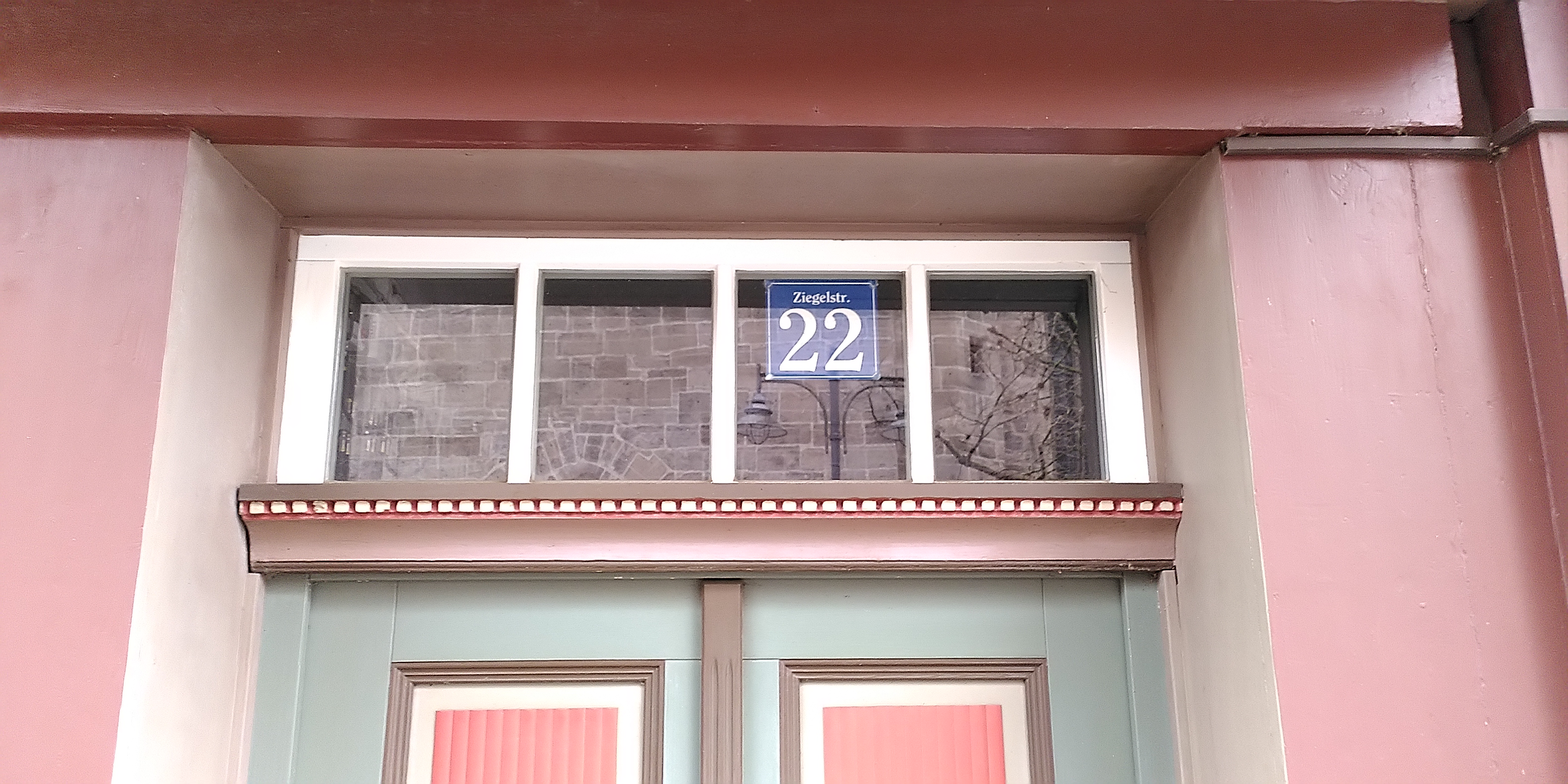
Zahnschnitt- oder Klötzchenfries als Zierde eines Haustür-Kämpfers (Hann. Münden, 19. Jahrhundert)

## Schräggestellte Steine
Auch Friese im Sägezahnverband (Sägezahnfries, Zahnfries; früher auch: Deutsches Band) werden bisweilen als Zahnschnittfriese bezeichnet. Dieser Fries aus schräggestellten Ziegelsteinen oder anderen Steinen dient in Mittel- und Nordeuropa seit dem Mittelalter ebenfalls der Gliederung von Fassaden und Türmen und war in der Sichtziegelarchitektur des 19. Jahrhunderts weit verbreitet.
Sägezahnfriese waren auch ein beliebtes Motiv in der Spätphase der maurischen Kunst und des auf ihr basierenden Mudéjar-Stils. Auch bei den Turmbauten des lombardischen Baustils treten sie in Erscheinung.

Fries aus schräggestellten Steinen
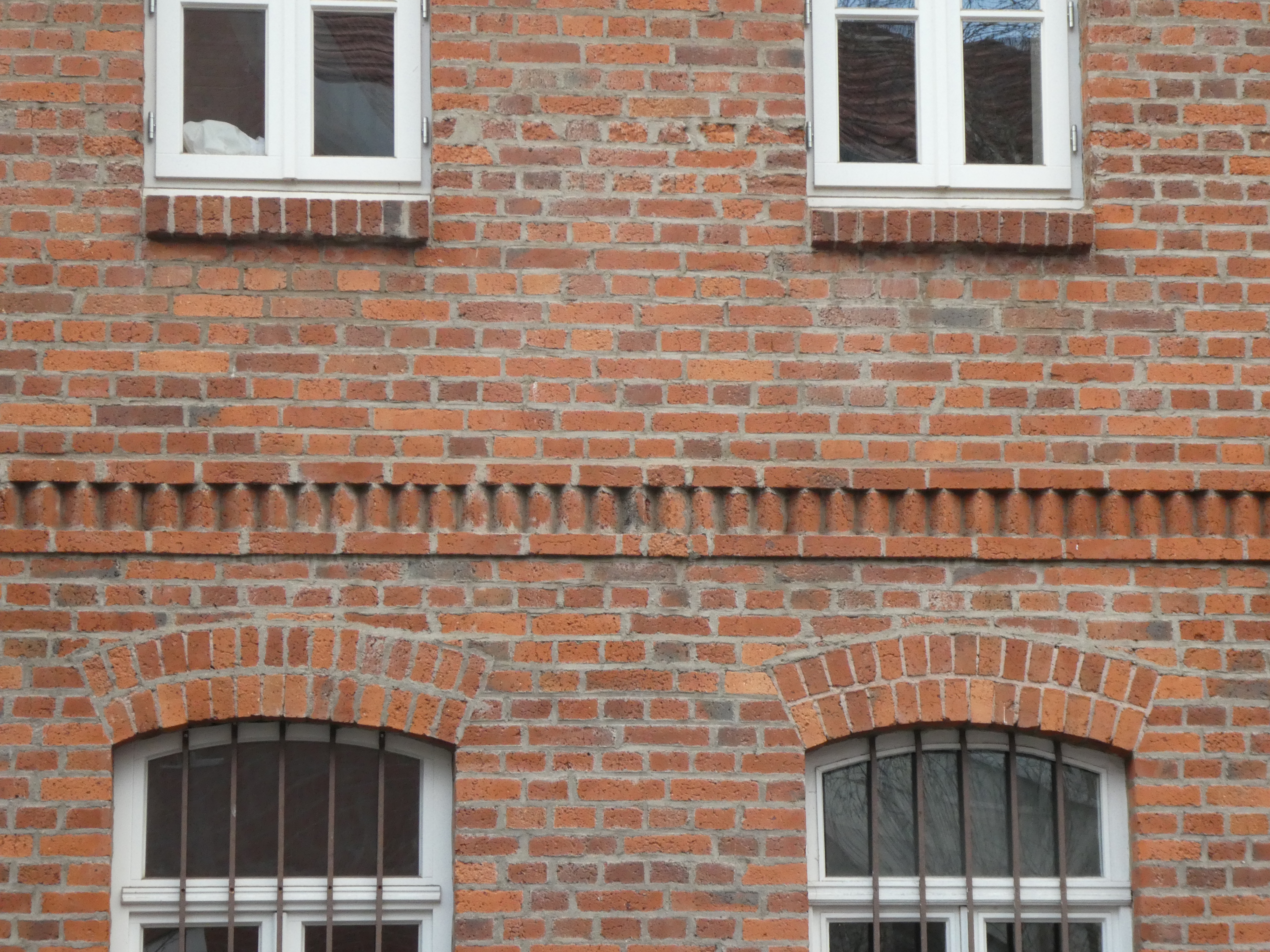
Backstein-Sägezahnfries, 19. Jahrhundert (Göttingen, Düsere Straße 20a)
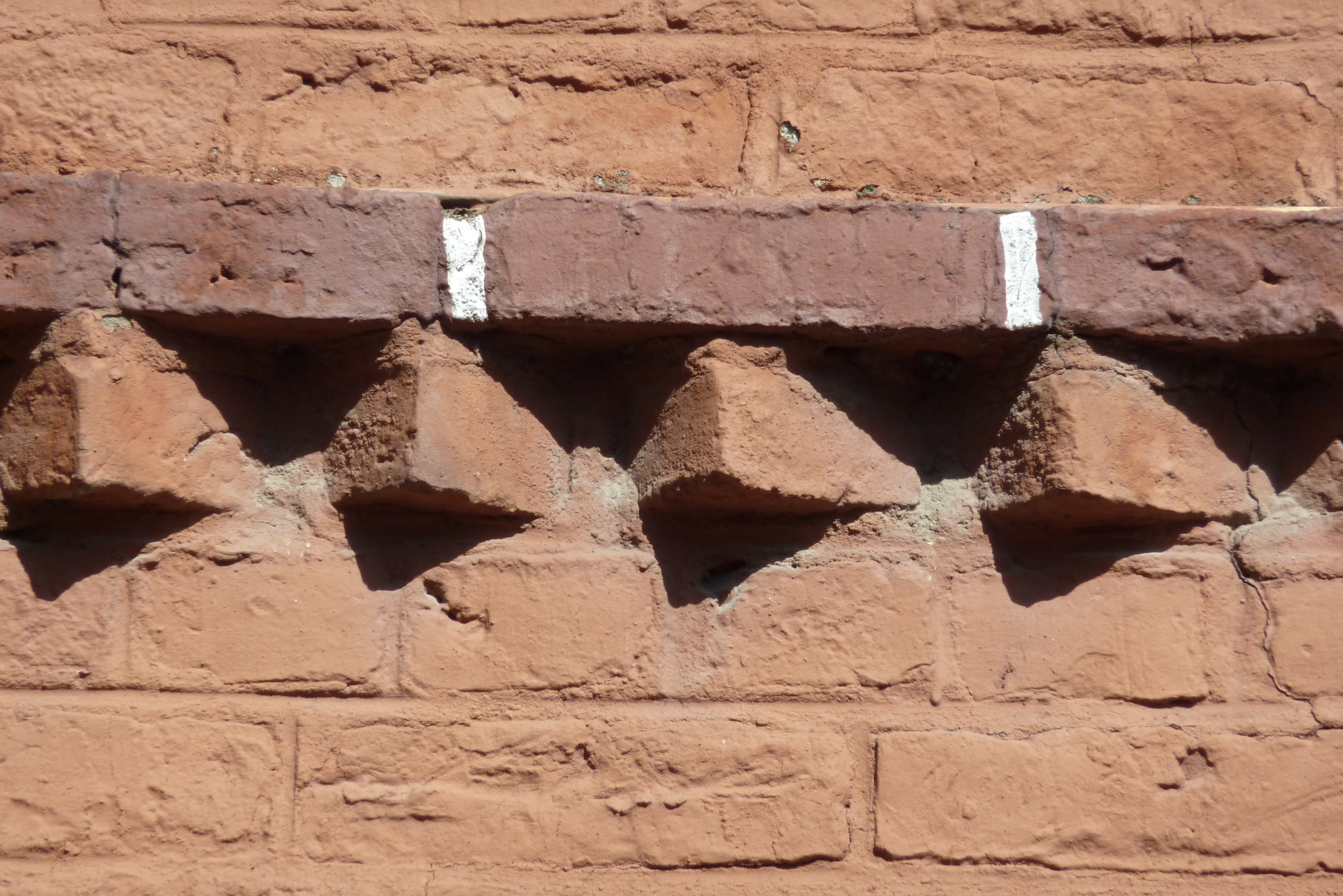
Sägezahnfries im geschlämmten Ziegelmauerwerk, 19. Jahrhundert
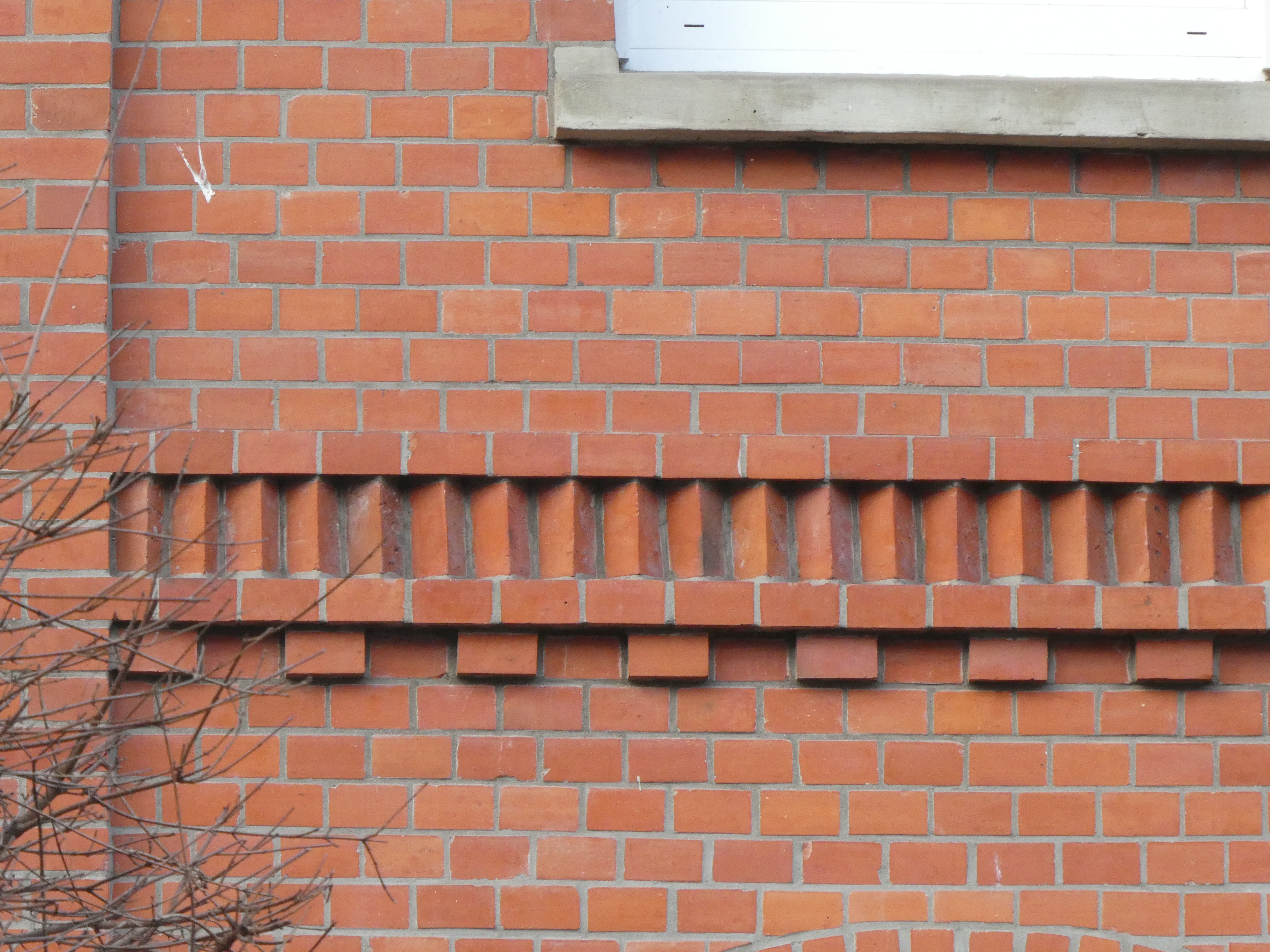
Backstein-Sägezahnfries, 19. Jahrhundert (Göttingen, Rosdorfer Weg 28)
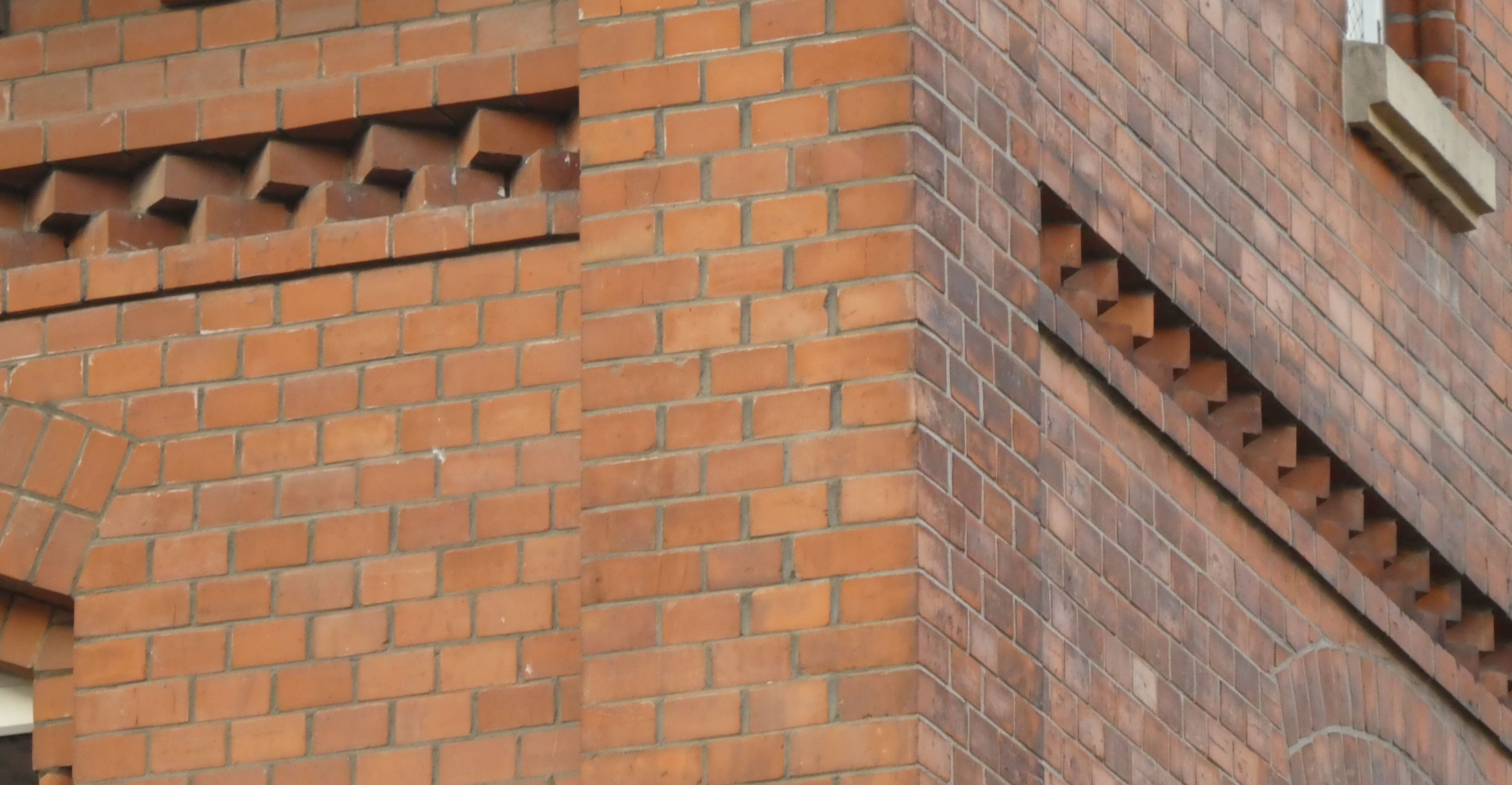
Doppelter Backstein-Sägezahnfries, 19. Jahrhundert (Göttingen, Rosdorfer Weg 20)
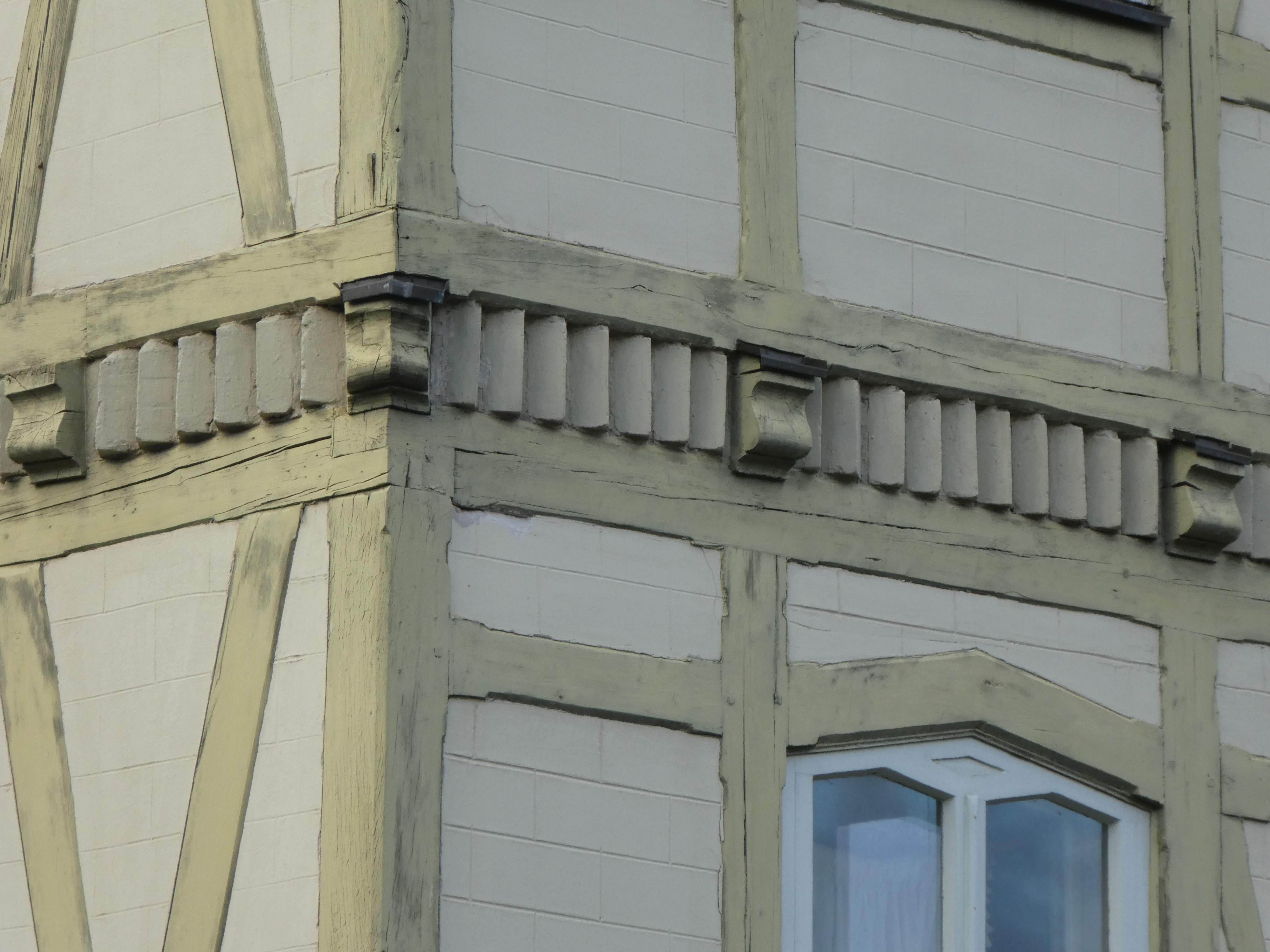
Geschlämmter Backstein-Sägezahnfries als Füllung von Deckenbalken-Gefachen im Fachwerkbau, 19. Jahrhundert (Göttingen, Gartenstraße 13)
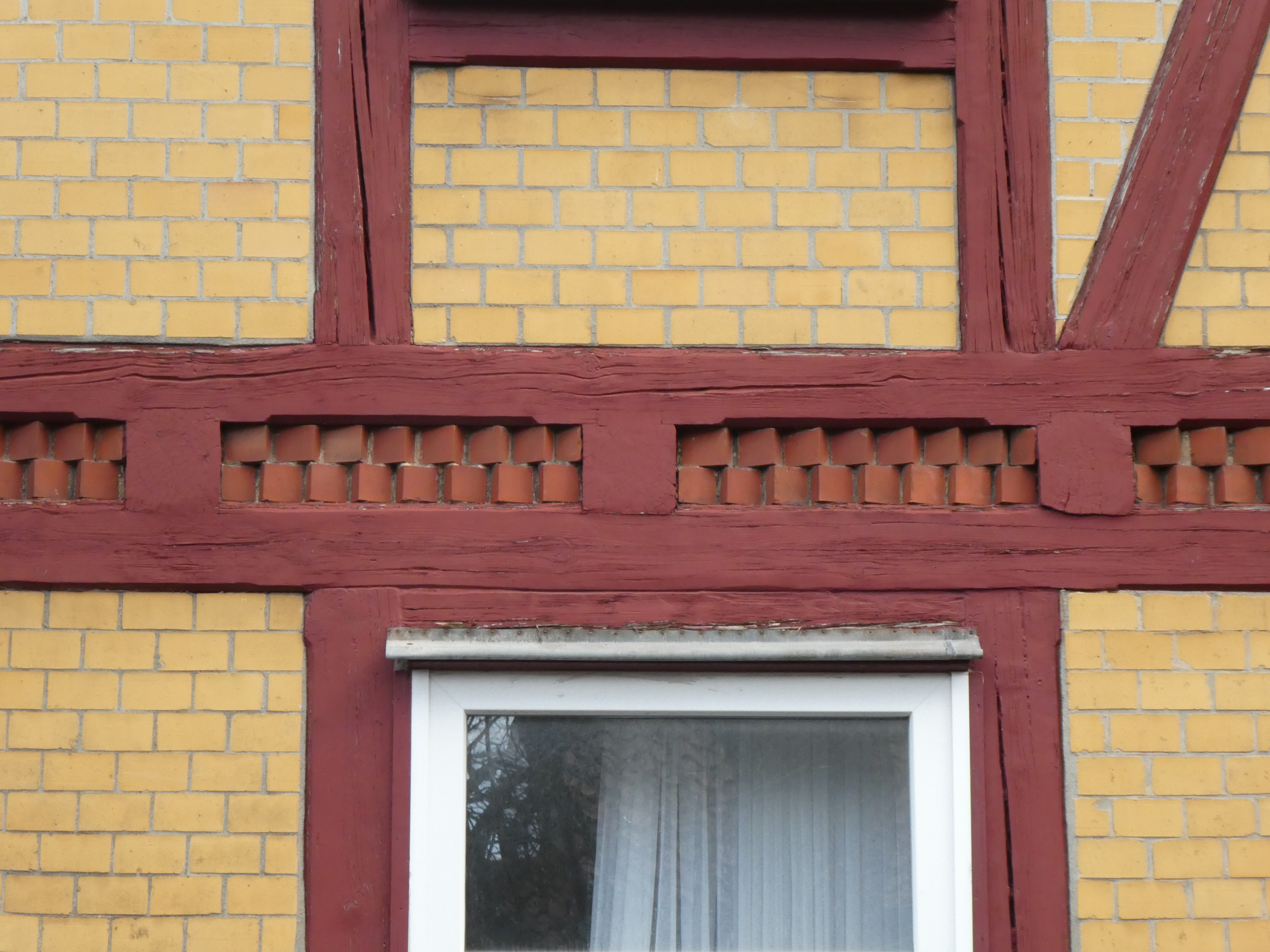
Doppelter Backstein-Sägezahnfries als Füllung von Deckenbalken-Gefachen im Fachwerkbau, 19. Jahrhundert (Göttingen, Turmstraße 3)
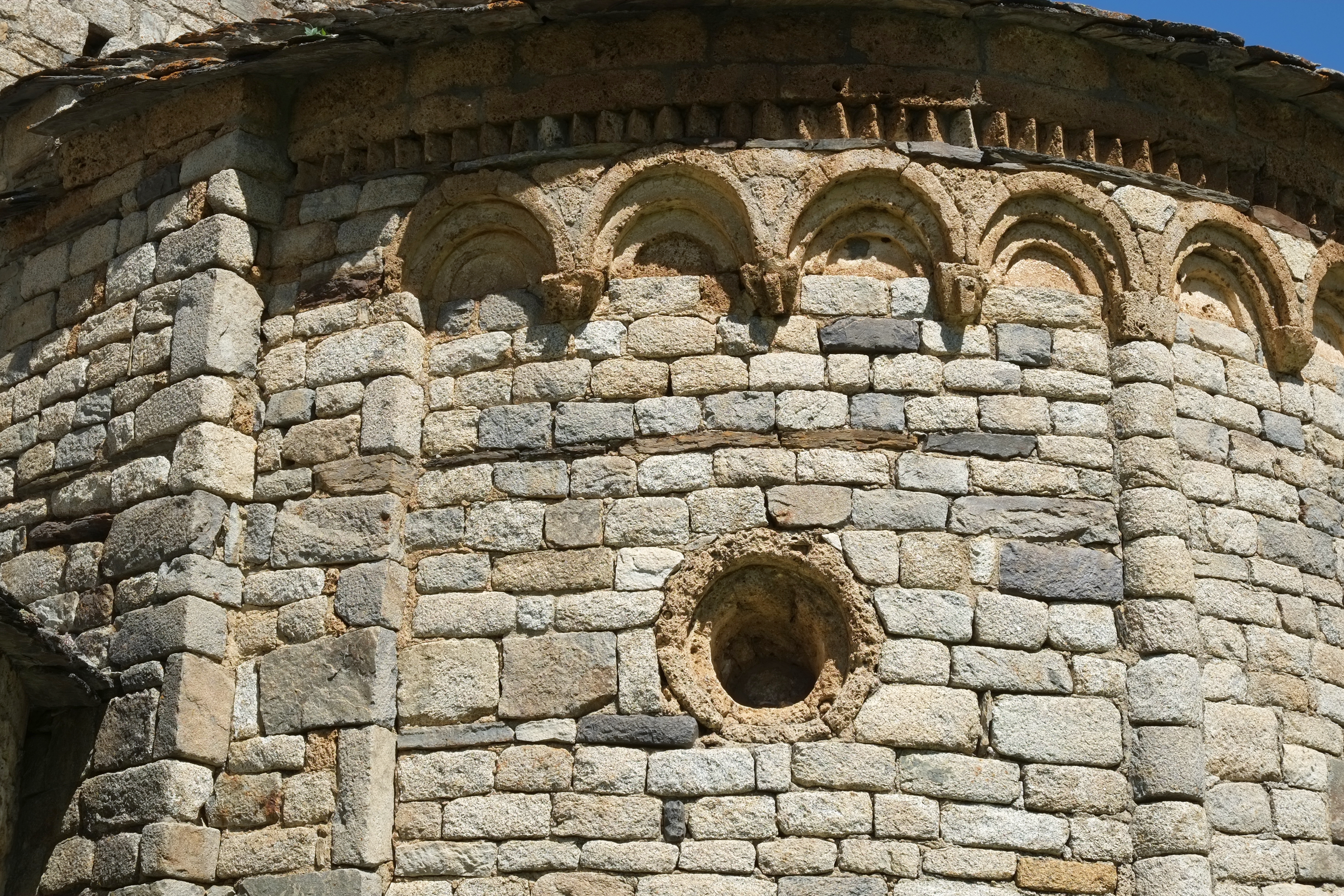
Sägezahnfries unter der Traufe, Sant Climent in Taüll (Spanien), 12. Jahrhundert
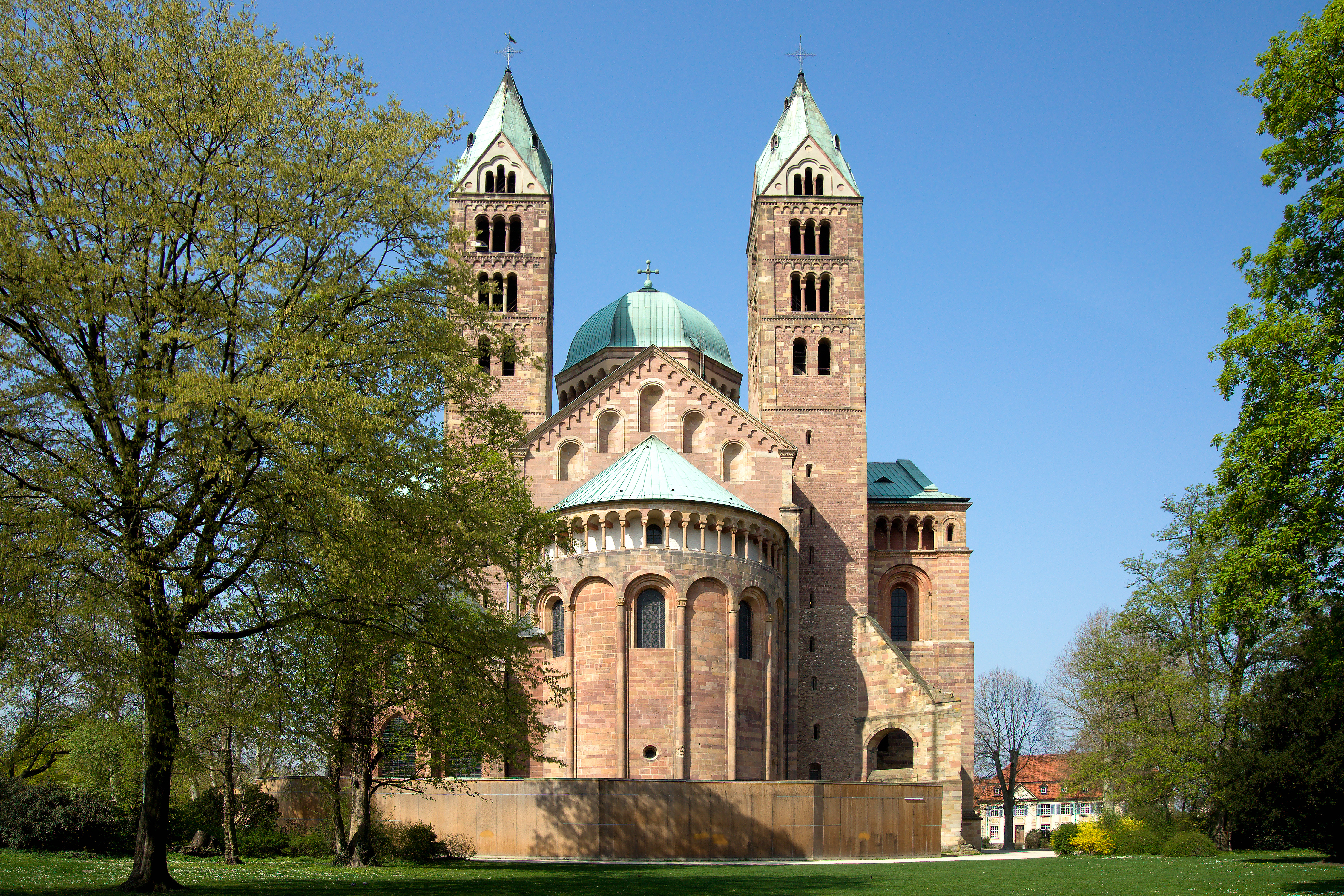
Sägezahnfriese an den Türmen des Speyerer Doms
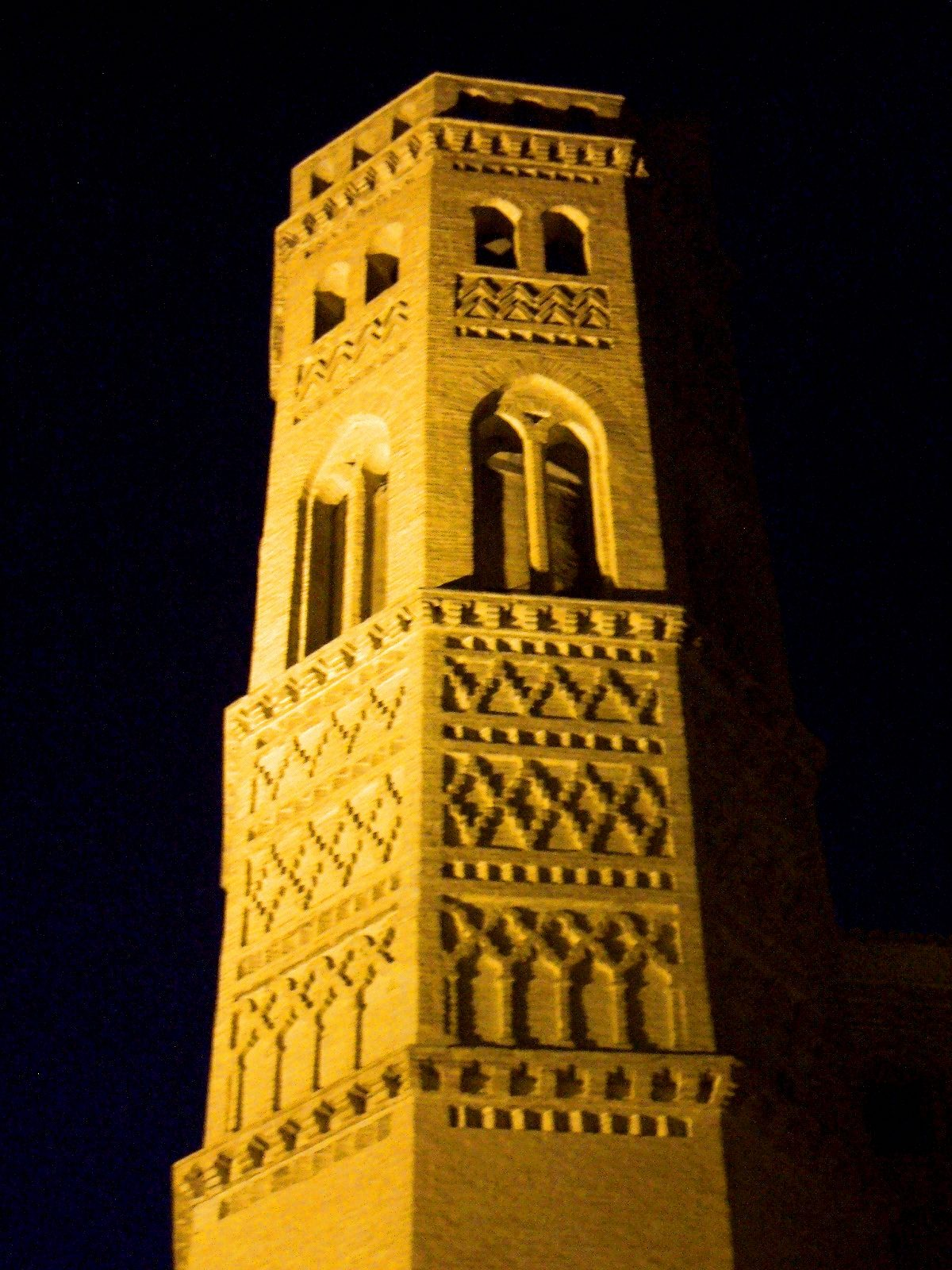
Turm der Kirche San Pedro Apóstol in Alagón, Aragón
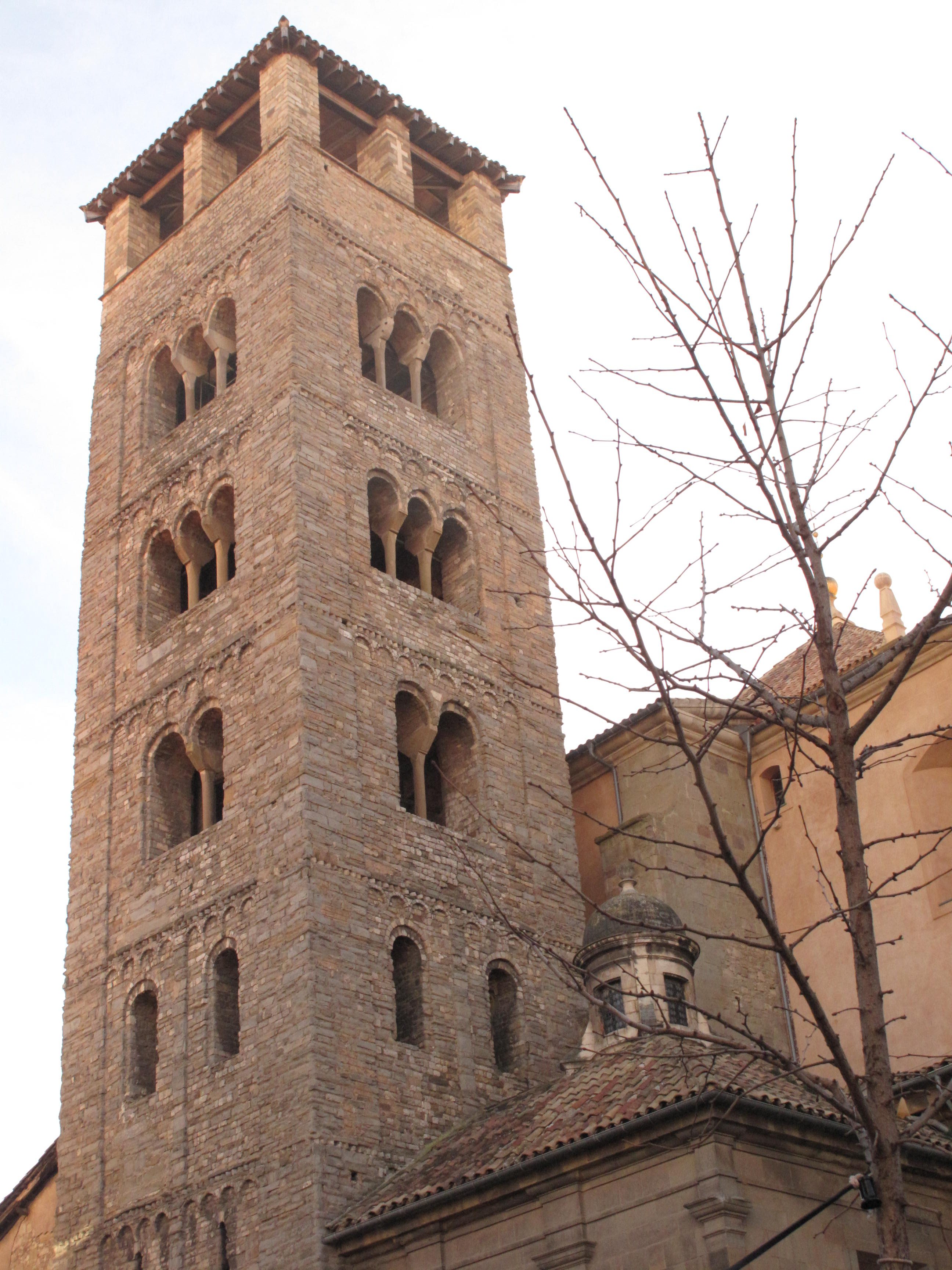
Turm der Kathedrale von Vic, Katalonien
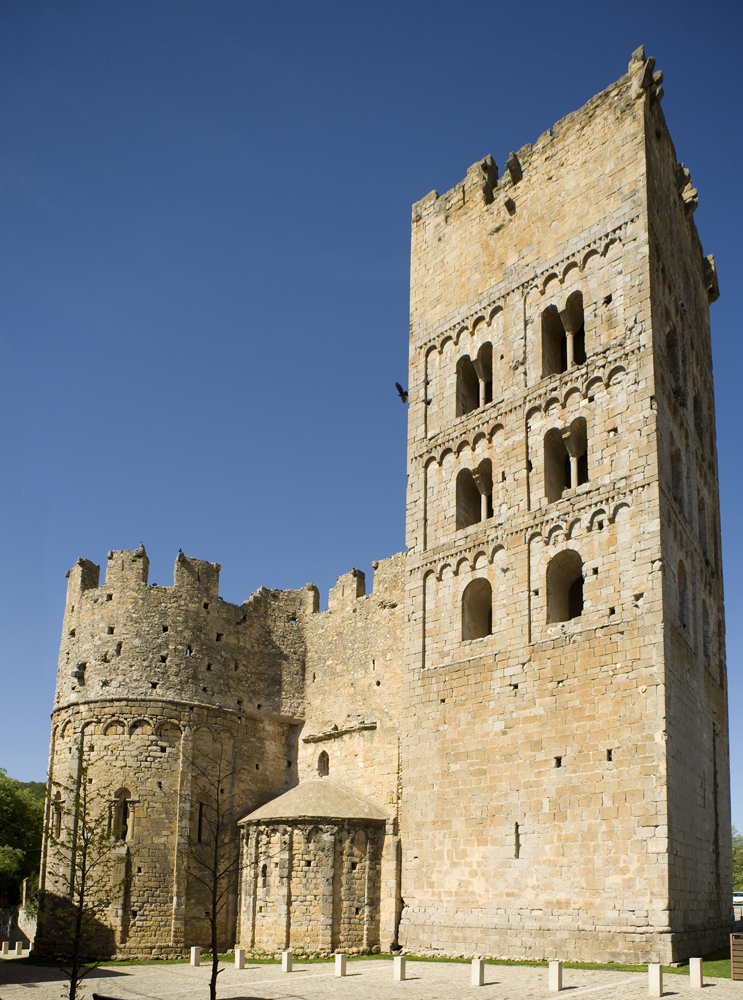
Turm der Kirche von Sant Miquel de Fluvià, Katalonien
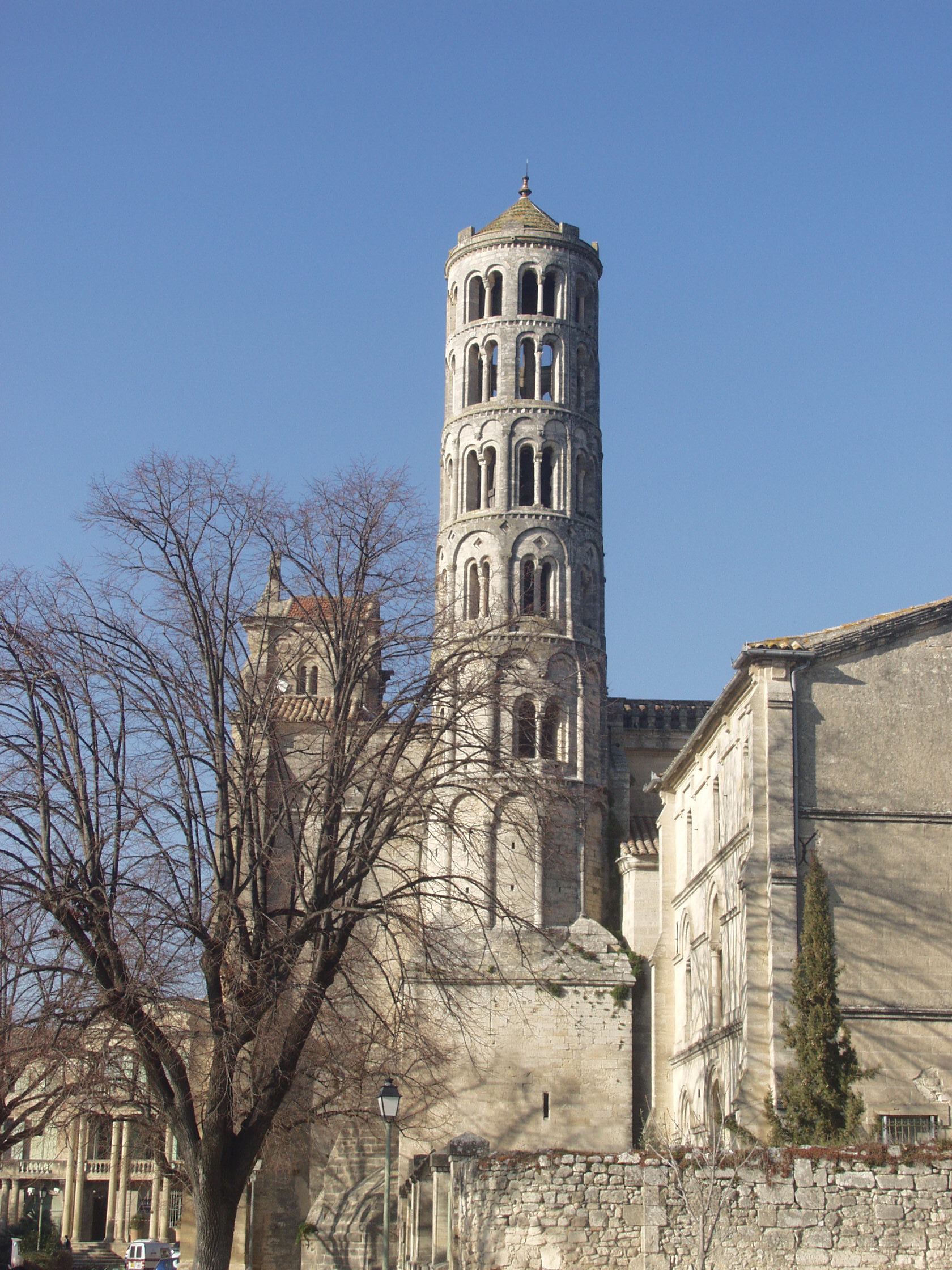
Turm der ehemaligen Kathedrale von Uzès, Languedoc
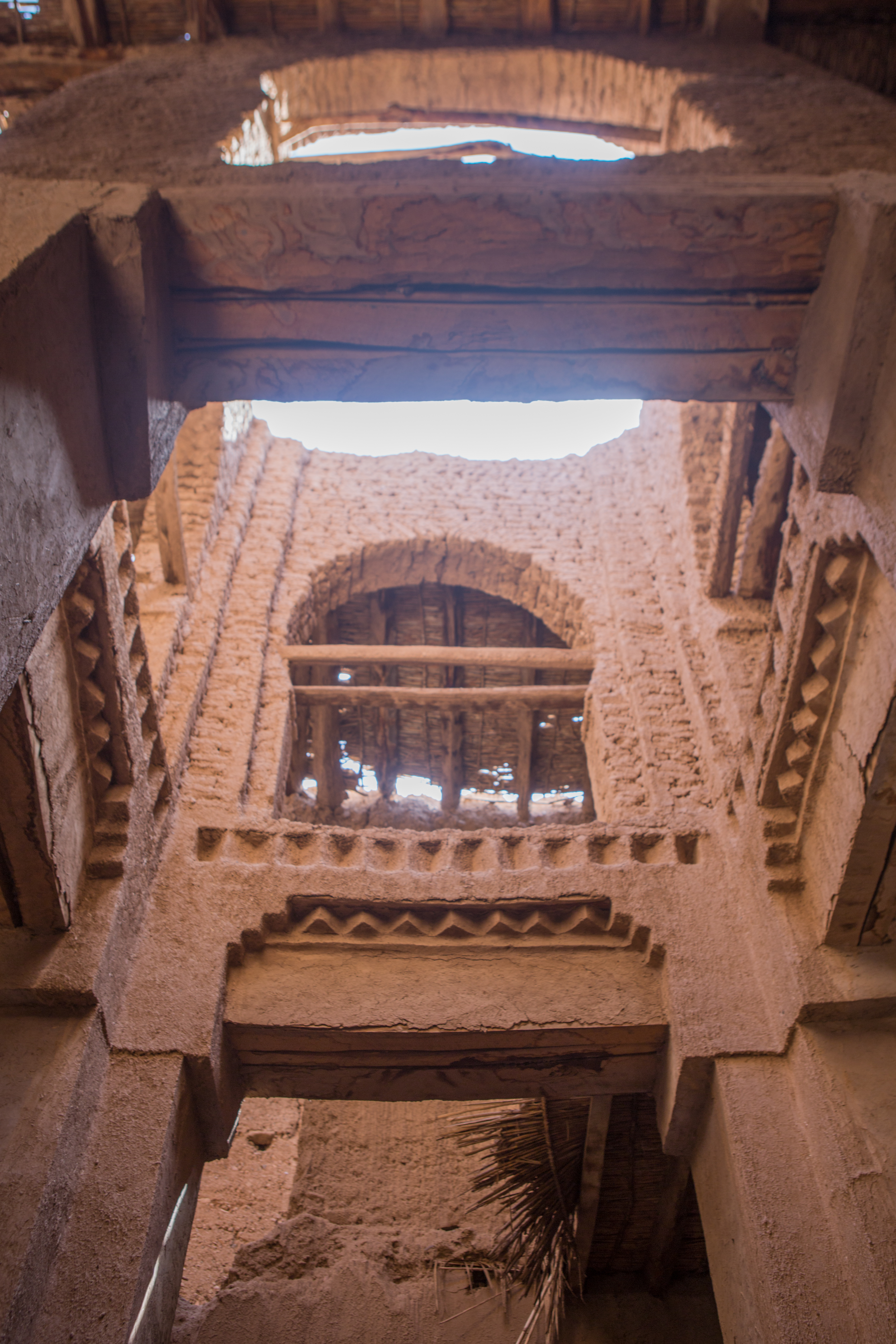
ehem. Wohnhaus im Ksar Igharghar, Draa-Tal, Marokko